# Anthia sexmaculata
Anthia sexmaculata es una especie de escarabajo del género Anthia, familia Carabidae. Fue descrita científicamente por Fabricius en 1787.

## Descripción
Puede alcanzar una longitud de 40 milímetros (1,6 pulgadas). El cuerpo es negro con marcas blanquecinas. Incongruentemente, esta especie tiene seis marcas (de ahí el nombre en latín sexmaculata), pero tiene alrededor de 14 marcas pálidas en su cuerpo, pero el número puede variar.

## Conducta
Estos escarabajos tienen un ciclo de vida inusual; las larvas jóvenes entran en los hormigueros y permanecen allí alimentándose de las hormigas y sus larvas. Pronto asumen el olor de sus anfitriones y son aceptados como miembros de la colonia. Se mueven con el cuerpo levantado del suelo para evitar el calor del sustrato. Sus mandíbulas, aunque grandes, no son lo suficientemente fuertes para la defensa. En cambio, arrojan un líquido por el ano para incapacitar a sus enemigos. Esta estrategia de defensa les ha valido el nombre popular de 'oogenpisser', es decir, 'eye-squirter' (en francés). Sus grandes ojos, mandíbulas y velocidad de movimiento son similares a los de los escarabajos tigre, pero estos escarabajos no pueden volar. Se alimentan de otros insectos.

## Distribución geográfica
Habita en Marruecos, Argelia, Túnez, Libia, Egipto, Israel, Palestina, Siria, Irán, Sahara Occidental, Mauritania, Senegal, Gambia, Malí, Níger, Chad y
Sudán.